# Suruwahás
 (octobre 2021).
Les Suruwahás (également écrit Suruwahâs) sont un peuple indigène isolé du sud-ouest de l'État d'Amazonas au Brésil comportant environ 140 personnes,. Leur langue est le suruwahá. Ils se distinguent par un taux de suicide élevé par ingestion d'une plante toxique contenant de la roténone. 